# A hihetetlen Hulk
Ez a szócikk a 2008-ban bemutatott amerikai filmről szól. A szuperhősért lásd: Hulk.
A hihetetlen Hulk (eredeti cím: The Incredible Hulk) 2008-ban bemutatott amerikai képregényfilm a Marvel Comics Hulk-képregényei alapján, amelynek bemutatója számos országban egyazon időben, a 2008. június 12-i hétvégén volt a mozikban, így Magyarországon és Észak-Amerikában is. Bruce Banner szerepében Edward Norton látható, Liv Tyler játssza Betty Rosst, apját, Ross tábornokot pedig William Hurt. Tim Roth alakítja Emil Blonskyt, akiből a képregényben a Förtelemnek nevezett gonosztevő válik. A történet szerint Banner Ross tábornok elől menekül, miközben igyekszik megtalálni a gyógyírt tomboló alteregójára. Mikor a Ross segítségére érkező Blonsky maga vállalkozik rá, hogy Banner gamma sugarait testébe juttassák, s ezáltal méltó ellenfele legyen a Hulknak, a katona egy még fenyegetőbb szörnyeteggé mutálódik. Legyőzéséhez Bannernek felül kell kerekednie belső démonán. A Marvel-moziuniverzum második filmje.
A 2003-as Hulk című filmet követően a Marvel Studios visszaszerezte a szereplőre vonatkozó jogokat azzal a feltétellel, hogy a karakter önálló filmjeinek forgalmazója a korábbi filmet is készítő Universal Pictures marad – a cég egyik leányvállalata, a Valhalla Motion Pictures is részt vett a készítésben. 2006-ban Zak Penn forgatókönyvíró látott munkához, hogy egy lazán kapcsolódó folytatást írjon, ami sokkal közelebb áll a képregényhez és a televíziós sorozathoz. Miután leszerződött a főszerepre, Norton átírta a szkriptet, elvarrva a film minden szálát, ami az előző részhez kötődött, méghozzá flashbackek és egyszerű kinyilatkoztatások formájában, ezzel új alapokra helyezve a filmet. Louis Leterrier rendező igyekezett a szörnyeket realisztikussá és egyúttal fenyegetőbbé tenni. Újratervezte a Förtelem megjelenését, aki a képregényben egy hüllőszerű ember, míg az adaptáció során kidudorodó csontokkal teli mutánssá vált. A felvételek többnyire Torontóban folytak 2007-ben, a stáb pedig sokat fektetett bele, hogy a munkálatok környezetbarát módon folyjanak.

## Cselekmény
|  | Alább a cselekmény részletei következnek! |

A balul elsült kísérlet után, aminek mellékhatásaként dühöngő alteregóra tett szert, Bruce Banner bujkálni kényszerül az őt kutató egykori megbízója, Ross tábornok elől. Banner most egy rio de janeirói palackozógyárban dolgozik, s ezalatt minden erejével azon van, hogy gyógyírt találjon állapotára. Ebben segítségére van az interneten keresztül egy barát, „Mr. Kék”. Banner harcművészeti órákat is vesz, s az érzelem-kontrolláló meditációs foglalkozásoknak köszönhetően már öt hónapja képes úrrá lenni belső énjén. A munkahelyén azonban egy vágástól vér csöppen az egyik szódásüvegbe, ami végül eljut egy fogyasztóhoz az Államokba. Az incidensnek köszönhetően Ross rábukkan Banner nyomára és egy csapattal indul elfogására. A szökevénynek sikerül kereket oldania, miután Hulkként megütközik a kommandóval a gyárban. A csapatot vezető brit speciális alakulatost, Emil Blonskyt lenyűgözik a látottak, s hasonló erőre vágyakozik. Ross elintézi, hogy Blonskyba fecskendezzék az eredeti szérumot, amit a második világháború idején kísérleteztek ki szuperkatonák előállítására, s mostanáig mélyhűtötten tárolták.
Banner visszatér az Egyesült Államokba, a Culver Egyetemhez, ahol Hulk megszületett. Ott belebotlik szerelmébe és egykori kollégájába, Betty Rossba, a tábornok lányába, aki most Leonard Samson pszichiáterrel találkozgat. Aznap, mikor távozni készül, Bannert megtámadja Ross és Blonsky csapata az egyetemnél, aminek következtében Hulk előtör belőle. Blonsky a szérumnak köszönhetően rendkívül szívósnak bizonyul ellene, Ross pedig hangágyúkat vet be. Kísérletük azonban kudarcot vall, miután Hulk két vaslappal visszaveri a tüzelést, Blonskyt pedig úgy elhajítja, hogy az minden csontját eltöri. Betty kis híján életét veszti, mikor egy helikopter a földbe csapódik, de Hulk testével megvédi, majd magával viszi. Miután Banner visszanyeri emberi formáját, Bettyvel együtt New York Citybe utazik, hogy találkozzanak Mr. Kékkel. Az út során nem szabad nyomot hagyniuk kilétüket illetően, mivel az egyetemi megütközést követően nemzetbiztonsági ügy válik Hulkból.
A Mr. Kék fedőnév alatt egy egyetemi alkalmazott, Dr. Samuel Sterns rejlik, aki a laborjában lehetséges ellenszérumokat fejlesztett ki, amelyek vagy megszüntetik Banner állapotát, vagy legalábbis visszafordíthatóvá teszik a folyamatot minden átváltozásnál. A kockázatokat vállalva Banner tesztelés alá veti magát, ami Betty érzelmi ráhatásával sikeresnek tűnik. Sterns felfedi, hogy Banner vére alapján rengeteg mintát állított elő, azzal a céllal, hogy kísérleteket végezve az embert a következő evolúciós szintre emelje. Elborzadva mindettől és félve Hulk erejének rossz kezekbe jutásától, Banner megpróbálja meggyőzni Sternst a vérállomány elpusztításáról, azonban Ross alakulata rajtaütést hajt végre, és őrizetbe veszik a szökevényt. Blonsky is a helyszínre érkezik, teljesen, maradandó sérülés nélkül felépülve, és arra kényszeríti Sternst, hogy Hulk véréből adjon neki. A tudós figyelmezteti, hogy a már benne lévő szuperkatona-formula és a gamma kezelés kombinálása előre nem látható következményekkel járhat. Blonsky mit sem törődve ezzel aláveti magát az eljárásnak, amitől hatalmas szörnyeteggé transzformálódik. Sternst félrelökve útjából távozik az épületből, s Harlem pusztításába kezd, hogy magára vonja Hulk figyelmét. A laborban tett károk következtében Banner egyik vérmintája Sterns homlokának nyílt sebébe csöppen, amitől koponyája mutálódni és növekedni kezd. Banner előtt világossá válik, ő az egyetlen, aki képes megfékezni Blonskyt, ezért meggyőzi Ross tábornokot arról, hogy elengedje. Kiugrik a helikopterből a város fölött, bízva benne, hogy a zuhanás beindítja az átváltozást. A terv beválik, s a kíméletlen küzdelem végén Hulk egy nagyméretű lánccal megfékezi ellenfelét, majd a kimerült Blonskyt hátrahagyva a hadseregnek elsiet a helyszínről.
Egy hónappal később Banner a brit kolumbiai Bella Coolában tartózkodik. Átalakulása visszafojtása helyett már irányított működtetésére törekszik. Ezalatt a kétségektől gyötört Ross tábornok egy bárban iszogat, mikor meglátogatja Tony Stark, s közli vele, hogy egy „csapat” létrehozását tervezik.
|  | Itt a vége a cselekmény részletezésének! |

## Szereplők
| Színész                                  | Szereplő                    | Magyar hang    | Leírás |
| ---------------------------------------- | --------------------------- | -------------- | --- |
| Edward Norton Lou Ferrigno (Hulk hangja) | Bruce Banner / Hulk         | Kaszás Gergő   | A Culver Egyetem atomfizikusa és biokémikusa, aki a gamma-sugárzás való kitettség miatt hatalmas zöld, humanoid szörnyeteggé változik, ha dühös vagy izgatott.                                                                                     |
| Liv Tyler                                | Betty Ross                  | Györgyi Anna   | Sejtbiológus és Bruce korábbi barátnője, akitől az állapota miatt elvált. |
| Tim Roth                                 | Emil Blonsky / Förtelem     | Forgács Péter  | Az Egyesült Királyság Királyi Tengerészgyalogság orosz származású tisztje, aki a Hulk erejére vágyva különböző szérumokat fecskendeznek be neki, amelyek egy olyan erős, majdnem csontvázszerű humanoid szörnyeteggé változtatják, mint maga Hulk. |
| Tim Blake Nelson                         | Samuel Sterns               | Schnell Ádám   | A sejtbiológus, aki kifejleszt egy lehetséges ellenszert Banner állapotára. |
| Ty Burrell                               | Leonard Samson              | Viczián Ottó   | Pszichiáter, aki Bruce távolléte alatt kapcsolatban van Bettyvel. |
| William Hurt                             | Thaddeus "Thunderbolt" Ross | Rosta Sándor   | Betty apja és az amerikai hadsereg tábornoka, aki a Hulk elfogásának szentelte magát. |
| Robert Downey Jr.                        | Tony Stark / Vasember       | Fekete Ernő    | Zseniális feltaláló és playboy, a Stark Industries vezérigazgatója és az amerikai hadsereg fő fegyvergyártója. |
| Stan Lee                                 | önmaga                      | Nem szólal meg | Férfi, aki megbetegszik, amikor a Banner vérével mérgezett szódát iszik. |
| Paul Soles                               | Stanley                     | Makay Sándor   | Kedves pizzéria tulajdonos, aki segít Bannernek. |
| Peter Mensah                             | Joe Greller tábornok        | Galambos Péter | Ross tábornok egyik katonai barátja. |
| Christina Cabot                          | Kathleen "Kat" Sparr őrnagy | Törtei Tünde   | Ross tábornok személyes segédje. |

## Háttér

### Előkészületek
Ang Lee Hulkjának bemutatója idején James Schamus forgatókönyvíró már tervezgette a folytatást, amelyben szerepet kap a Szürke Hulk, s Leadert és Förtelmet képzelte el ellenségként; a Hulk forgatása alatt Avi Arad producer már meg is célozta a 2005 májusi bemutatót. Ám mivel a Universal a határidőig nem készítette el a folytatást, 2006. január 18-án Arad bejelentette, hogy a Marvel Studios állja A hihetetlen Hulk költségeit, s a stúdió fogja forgalmazni a filmet. A Marvelnél úgy érezték, Ang Lee stílusától merőben el kell térni a franchise folytatásához, mivel véleményük szerint az ázsiai rendező filmje olyan volt, mint egy párhuzamos dimenziót megjelenítő, egyszeri képregény, s a következőnek olyannak kell lenni, ami, Kevin Feige producer szavaival élve, „tényleg beindítja a Marvel Hulk-franchise-ját.” Gale Anne Hurd producer továbbá olyannak szerette volna a filmet, amit „mindenki elvár a képregényekben és a televíziós sorozatban látottak alapján”.
A gyermekként a sorozatot, s később az első filmet is kedvelő Louis Leterrier érdeklődését fejezte ki A Vasember filmadaptációjával kapcsolatban. Mikor azt a feladatot Jon Favreau kapta, a Marvel felajánlotta neki a Hulkot. Leterrier kezdetben vonakodott elvállalni a projektet, mivel bizonytalan volt abban, hogy képes-e átvenni Lee stílusát; a Marvel azonban felvilágosította a rendezőt, hogy erre nincs szükség. Leterrier alapvető inspirációja Jeph Loeb és Tim Sale Hulk: Gray című munkája volt, amely az első megjelenés újragondolása. A film végső változatába belekerült minden képregénymező, amit Leterrier az előkészületek alatt – számos képregényt átlapozva – kitűzött. A rendező elmondta, meg akarta mutatni Bruce Banner küzdelmeit a benne lakozó szörnyeteggel, míg Feige úgy folytatta a vonalat, a film feltérképezi egy „kívánság beteljesülését, a felülemelkedést az igazságtalanságon és elnyomáson, majd egy erő megragadását, amiről nem is volt fogalmad, hogy megvan benned”. Avi Arad hozzátette, a film „szerelmi történet jelleggel is bír Bruce Banner és Betty Ross között”.
Az első forgatókönyvíró, Zak Penn a Hulk folytatásaként képzelte el a filmet, de hangvételében a sorozathoz és a Bruce Jones-féle képregényekhez közelebb hozva. Írását A bolygó neve: Halálhoz hasonlította, ami nagyon eltért előzményétől, A nyolcadik utas: a Haláltól, de ugyanakkor megőrizte a folytonosságot a cselekményben. A hihetetlen Hulk az első film munkacíme volt, mielőtt Hulkra egyszerűsítették. Penn három vázlatot írt, mielőtt 2007 elején távozott, hogy megrendezhesse a The Grand című filmet. Norton, aki korábban is írta már át a filmeket, amikben szerepelt, egy új vázlattal állt elő, ami elnyerte a rendező és a stúdió tetszését, mint a film újragondolása. Leterrier rámutatott, az egyetlen azonosság a két film között Bruce dél-amerikai rejtőzködése maradt, s a film maga pedig „reboot”-ként is egyedi, hiszen az átlagközönség újabb negyven perces eredettörténetre számítana. A rendező úgy érezte, a nézők alig győzték kivárni a szereplők felbukkanását Ang Lee alkotásában. Azt is fontolóra vette, hogy a film kezdetét Thaiföldre helyezi.
Norton így magyarázta döntését, miszerint figyelmen kívül hagyja a Lee által vázolt eredettörténetet: „Még magát az eredettörténet kifejezést sem szeretem, és nem hiszem, hogy a nagyszerű irodalmi művekben és nagyszerű filmekben, amik ecsetelik a történet gyökereit, feltétlenül az elején kerül sor erre.” „A közönség ismeri ezt a történetet” – tette hozzá. Norton azt akarta, hogy „a harmadik harmadban is legyenek felfedések arról, ami ezt az egészet elindította”. A szkript megmunkálása során került a képbe Doc Samson, s más Marvel-szereplőkre utalás, míg Rick Jones kimaradt, a S.H.I.E.L.D. jelenléte pedig csökkent. Norton minden nap finomított a jeleneteken, az Amerikai Forgatókönyvírók Szövetsége azonban úgy döntött, a film forgatókönyvírói posztján egyedül Penn neve szerepelhet.
A Marvel Förtelmet választotta ellenfélnek, mivel ő a legismertebb közülük, s ő valódi fenyegetést jelent Hulkra, nem úgy, mint Ross tábornok. Blonsky „förtelmes” megjelenéséhez Leterrier felfrissítette a szereplő képregénybeli KGB-s múltját, így katona lett belőle. Banner kontrasztját képezi: „harcos, egy gépezet, nagyon hatásos, jéghidegvérű katona, aki már túl van a csúcson – 38-39 éves – katonaként befejezte, mostanra már ezredesnek kellene lennie és sosem tudta elfogadni ezt a kudarcot. Szeret harcos lenni, szeret a harcmezőn lenni.”

### Forgatás

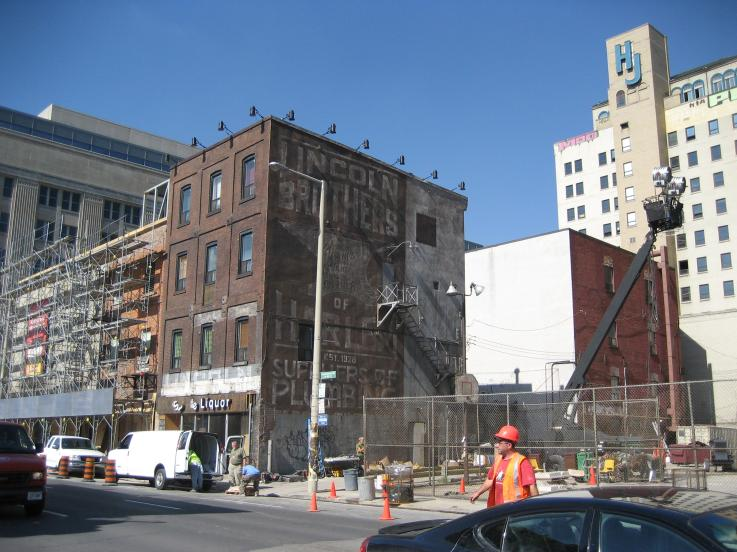
A film forgatása a kanadai Hamiltonban.

Leterrier törött lábbal rendezte a négy stábot. A forgatás 2007. július 9-én vette kezdetét; az ontariói Hamilton szolgált helyszínül a gyárnak, ahol Blonsky először került szembe Hulkkal, továbbá New York-i harcuk egy részének. Torontóban lezáratták a Yonge Streetet szeptemberben, négy éjszakára, hogy felvehessék a két szörnyeteg 125. utca-i összecsapását. Szintén Toronto adott otthont a film díszleteinek. A város egyetemén és üzleti negyedében is forgattak, illetve a Morningside Parkban, továbbá a trentoni kanadai hadierő-bázison és Bella Coolában, Brit Kolumbiában. Ezt követően egy hetes munka következett New York Cityben és két hét Rio de Janeiróban. Utóbbi magában foglalta Lapa és Santa Teresa kerületeket és a Tijuca erdőt. A forgatás nyolcvannyolc nap elteltével, novemberben fejeződött be.
A hihetetlen Hulk csatlakozott a torontói Green-Screen kezdeményezéshez, hogy segítsék a szénkibocsátás és a szemétképződés visszaszorítását a forgatás alatt. Gale Anne Hurd producer rávilágított, zöld színével Hulk népszerű környezetvédelmi analógia, s maga Norton is környezetvédő aktivista. Hibrid- és üzemanyagtakarékos járműveket használtak, amiket alacsony kéntartalmú dízel hajtott. Az építési részleg helyben beszerzett, a fenntarthatóság jegyében kitermelt cirbolyafenyőt használt a díszletekhez lauan helyett, s emellett olyan festékkel dolgozott, amelyek alacsony vagy minimális illékony szerves vegyületekből álltak. A fát általában újrahasznosították vagy környezetvédelmi szervezeteknek adták, a festékesbödönöket pedig hulladékkezelőre bízták. A stábtagok továbbá textilszatyrot, biológiailag lebomló ételhordókat, porcelán- és ezüst konyhai eszközöket és rozsdamentes acél-bögrét, újrahasznosított papírt, a lakóautókban és irodákban lebomló szappant használtak a munkálatok során, illetve külön embert alkalmazottak a szemeteskukák ürítésére. A hangeffektekért felelős részleg újratölthető akkumulátorokkal dolgozott.

### Effektek
Leterrier maszkok és animatronika használatát is tervezte a számítógépes animáció kiegészítésére; a korábbi filmben kizárólag az utóbbi szolgált a trükkök forrásául. Norton és Roth a motion capture technikájával segítették Hulk és Förtelem megjelenítését a vásznon; ütközetüket 37 digitális kamerával rögzítették egy stúdióban. A két színész 2500 beállításban játszotta el a szörnyetegek különböző mozgásait. Leterrier a motion capture alapvetésének az Andy Serkis színész által életre keltett Gollamot és King Kongot tűzte ki célul. A rendező a Rhythm and Hues céget bérelte fel a CGI megalkotására, míg az Image Engine több mint egy évet töltött azzal a jelenetsorral, amely folyamán Banner gamma-sugárzott vércseppje három emeletnyit zuhan egy italosüvegbe a gyárban.
Dale Keown Hulk-rajzai ihlették a lény filmes megjelenését. Leterrier úgy érezte, az első filmes Hulk „kövérebb volt a kelleténél, és meglehetősen aránytalan”. Vélekedése szerint „Hulk maga a tökéletesség, ezért nincs rajta zsír, cizellált, izmai és ereje határozza őt meg, ezért olyan, akár egy tank.” Kurt Williams, a vizuális effektek felelőse Hulk fizikumát egy linebackeréhez, semmint egy testépítőéhez hasonlónak álmodta meg. Két méter hetven centiméter körüli magasságot választottak számára, hogy ne térjen el túlságosan az emberektől. Hogy expresszív külsőt kölcsönözzenek neki, izmainak duzzadását és bőrszínének telítettségét külön számítógépes programok irányították. Williams az ember érzelmek által befolyásolt bőrszín-elváltozására az elpirulással élt példával, Leterrier pedig az Egy amerikai farkasember Londonban című filmet említette, mint ihletet Banner átalakulásának fájdalmakkal teli mivoltárának ábrázolására. A televíziós sorozat megidézése, hogy elsőként Banner szeme vált színt, mikor átváltozik.
Leterrier módosította Förtelem külsejét a képregénybeli megjelenésétől, mivel úgy gondolta, a nézők nem értenék, miért emlékeztet egy halra vagy hüllőre, mikor Hulkhoz hasonló „über-ember”. Így hát visszataszítóságát abból nyeri, hogy több ízben is bőrébe, izmaiba és csontjaiba fecskendeztek, megteremtve egy megnyúlt gerincoszloppal és éles, döfésre is alkalmas csontokkal rendelkező lényt. Zöld bőre sápadt és fényvisszaverő, így narancsszínűnek hat a végső csata során a környező lángok miatt. A szereplő továbbá magán viseli Roth tetoválásait is. Termetét hozzávetőleg 3 méter 35 centiméter nagyságúra szabták meg. Leterrier hegyes füleket is elképzelt számára, ám rá kellett ébrednie, hogy azokban Hulk könnyedén kárt tehetne, figyelmen kívül hagyása pedig ostobának tüntetné fel a szuperhőst.
Blonsky végső átalakulásán az X-Men: Az ellenállás vége sminkesei dolgoztak. Zak Penn elmondta, úgy közelítették meg mutációját, hogy „nincs hozzászokva tulajdonságaihoz. Úgymint sokkal nehezebb, és beszéltünk róla, hogy ahogy megy a járdán, termete összezúzza és felbontja azt. [A lényeg] ezeknek a szuperhős-karaktereknek az emberivé tevése, megmutatni, hogy milyen hatással lehet [rájuk] a fizika.”

### Zene
A Marvel megvásárolta a televíziós sorozatban elhangzó „The Lonely Man Theme” jogait. A zongoradarabot Joe Harnell komponálta; a végefőcím alatt hallható mű Banner soha véget nem érő, a belső békéért folyó keresését jelképezi. Craig Armstrong skót zeneszerző Seattle-be utazott munkája elvégzéséhez, hogy Leterrierrel egy igazán ikonikus főtémát alkossanak a szereplőnek. A Marvel annyira büszke volt a végeredményre, hogy úgy döntöttek, dupla CD-n adják ki a filmzenét.

## Bemutató

### A vágás
Hetven percnyi felvétel, ami javarészt az eredettörténettel foglalkozott, kimaradt a végső vágásból. Ezek között szerepelt egy korai jelenet, amelyben Banner az Arktiszra megy, hogy öngyilkosságot kövessen el, azonban mindezt a fiatal közönség számára túl intenzívnek ítélték meg. A háttértörténet nagy hányada nem is létezett írásban és az alkotók nem is voltak mindig biztosak abban, hogy belekerüljön a kész filmbe, így fontolgatták rövid videók formájában az internetre bocsátását. Kyle Cooper vágó, a Marvel logó megalkotója ezen anyagokból ollózta össze a főcím alatt látható képsorokat.
Norton és Leterrier megütközött a producerekkel a végső játékidőt illetően: ők közel 135 percesre tervezték, míg a finanszírozók két óra alá kívánták csökkenteni. A dolog nyilvánosságra jutott, s olyan szóbeszéd ütötte fel a fejét, hogy Norton „világossá tette, hogy nem fog együttműködni a kampányterveknek megfelelően, ha nem tetszik neki a végeredmény”. Norton ezt visszautasította, mondván, „[Együttműködésünk] egészséges folyamata, ami privát természetű, és annak kellene maradnia, téves módon került a sajtóba, mint 'vita', olyan emberek nyomására, akik a jó sztorit keresték, és oly mértékben eltorzult, ami a filmről magáról terelheti el a figyelmet, s ezt a Marvel, a Universal és én nem szeretnénk, ha bekövetkezne. Mindig is az volt a meggyőződésem, hogy egy filmnek önmagáért kell beszélnie, s ha túl sokat tudunk elkészülte körülményeiről, az csökkenti nézésének varázsát.”

### Marketing
Tudjuk, hogy a 2003-as Hulk nem elégítette ki a rajongókat, ezt be kellett látnunk. Kiemelendő azonban a szenvedély, amit a rajongók még táplálnak e szereplő iránt, s hogy ez az a film, amit az emberek mindig is akartak.
– Stephanie Sperber, a Universal Studios Partnerships ügyvezető alelnöke
A forgalmazó Universal és promóciós partnerei igyekeztek A hihetetlen Hulkot a Batman: Kezdődik!-hez hasonló franchise-újragondolásként pozicionálni. Hangsúlyt kapott a történet szerelmi szála és határozott gonosztevője, a címet pedig a kapcsolt termékeket gyártó vagy forgalmazó cégek szóviccként alkották újra (a 7-Eleven itala a „A hihetetlen slukk”, míg a Kmart apák napi ajándékai „A hihetetlen apa” nevet kapták). A Burger King szintén részt vett a kampányban, a General Nutrition Centers egészségügyi- és élelmezési ellátmánnyal kereskedő cég pedig a címszereplőt tette meg példaképnek edzésprogramjához. A Hasbro gyártotta le a filmhez kapcsolódó játéksorozatot, ami 2008. május 3-án került a boltokba, míg a videójátékot a Sega dobta piacra 2008. június 5-én. Kiválasztott üzletek kínálták az exkluzív „gammasugárzásos”, vagyis a sötétben világító Hulk-játékfigurát. A filmet az American Gladiators című televíziós sorozat 2008. június 9-i adásában is népszerűsítették, a házigazda Hulk Hogan volt, s közreműködött benne Lou Ferrigno is.

### Kritikai visszhang
A hihetetlen Hulkot a kritikusok nagyobb része meggyőzőnek találta. Az észak-amerikai újságírók véleményeit tömörítő Rotten Tomatoes weboldalon a több mint 200 visszajelzés kétharmada árulkodik pozitív álláspontról.
Rene Rodriguez a The Miami Heraldtól dicsérte a filmet, amiért „sokat nyújt, amit [Ang] Lee Hulkja nem: könnyedebb és tempósabb, viccesebb és nem hagyja figyelmen kívül a '70-es évek televíziós sorozatát, ami tovább növelte a szereplő népszerűségét”. A The Seattle Times kritikusa szerint a „Marvel zöld óriásának újjáteremtése fejlődés Ang Lee rendező nehézkes 2003-as Hulkjához képest szinte minden téren – kivéve, hogy Hulk maga még mindig alig fest jobban egy videójátékból előbújt valaminél, és még mindig csak ritkán szólal meg.” A The New York Post munkatársa, Lou Lumenick úgy találta, „Ami emlékezetemben él…az egy hosszú, alapvetően animációs klimatikus harc Hulk és Förtelem között Harlem utcáin és háztetőin, illetve egy korábbi ütközet a címszereplő teremtmény és az amerikai hadsereg között, ami high-tech fegyvereket vonultat fel, köztük hanghullámos ágyúkat. Ezeket nagy szakértelemmel vezényelte le Louis Leterrier rendező, aki elintézi a háttértörténetet a főcím alatt és az egész dologgal huszonnégy perccel kevesebb idő alatt végez, mint [Ang] Lee”.
Mindezzel szemben Christy Lemire az Associated Press-től úgy vélte, „az elkerülhetetlen összemérés a Vasemberrel, a Marvel Studios idei első blockbusterével ragyogó emlékeztető arról, ami ebben a Hulkban nincs meg: szív és ész. Edward Norton jelenléte ellenére, aki szintén képes olyan mélységekbe menni, mint Robert Downey Jr., nem érzékelhető Bruce Banner belső konfliktusának erőteljessége.” A.O. Scott a The New York Times oldalain azon a véleményen volt, hogy „'A kielégítő Hulk' sokkal találóbb cím lett volna. Akad pár nagy, elképesztő akció és néhány szilánknyi popkulturális szellemesség, de ez a film többnyire megelégszik az általános célokkal.” David Ansen a Newsweektől az írta, „Leterriernek van stílusa, ért az akcióhoz és törekszik a közönségnek csontzúzó bunyókat adni a pénzükért. Mégis, amint a film elhagyja az atmoszferikus brazil helyszíneket, semmi sem lesz mélyebb ebben a 'monstrumban': a jól ismert műfaji élvezetek lepik el a felszínt. […] A film legjobb jelentei Tim Blake Nelsonnak jutnak komikus feltűnésével a harmadik harmadban mint az etikátlan de őrülten lelkes tudós, Samuel Sterns.”

### Box office
Bemutatója hétvégéjén a film 55,4 millió dollárt gyűjtött az Egyesült Államokban és Kanadában, a nézettségi lista első helyén befutva; a korábbi Hulk-film 62,1 milliót ért el ugyanezen idő alatt. A Los Angeles Times jelentése szerint a 2003-as változat csalódást keltő visszajelzései ismeretében az elvárásokat 45 millió dollár környékére helyezte a Marvel és a Universal; vagyis a film felülteljesítette a prognózisokat.
2008 július közepéig A hihetetlen Hulk világszerte 262,4 millió dollárt keresett – 134,5 milliót Észak-Amerikában és 127,9 millió dollárnak megfelelő összeget a többi országból.

## Folytatások
A Tim Blake Nelson által alakított Samuel Sterns bemutatása előkészítése volt egy későbbi filmnek, amiben a szereplőből lesz a Leader nevű gonosztevő. Nelson már leszerződött Sterns újbóli eljátszására. Ty Burrell, akinek csak kisebb szerep jut filmben, a képregényhez hűen szeretné az elkövetkezendőkben megszemélyesíteni a szupererőt nyerő Doc Samsont. Norton elmondta, „Az egész már egy többrészes elképzelés volt. Szándékosan hagytunk ki sok mindent. [A hihetetlen Hulk] mindenképpen egy első fejezetként készült.” A színészt nem kötötte szerződés egy újabb részhez, ellenben Tim Roth-t igen.
2010-ben a Marvel Studios elnöke, Kevin Feige bejelentette, hogy a Bosszúállókban új színész fogja alakítani Hulk-ot, ez a személy Mark Ruffalo lett, aki korábban is esélyes volt a szerepre. Később, 2014 októberében Norton elmondta, hogy azért hagyta ott Hulk szerepét, mert nagyobb változatosságot akart a karrierjében, nem szerette volna hosszú ideig ugyanazt a karaktert alakítani.

## Érdekességek és utalások
- A filmhez leforgattak egy alternatív nyitójelenetet is. Ebben Banner egy havas helyre megy, kezében egy pisztollyal, vélhetően öngyilkos akar lenni – ám mielőtt megpróbálná átváltozik Hulk-ká és szétzúzza maga körül a jeget. A zúzás következtében látható lesz egy pillanatig egy jégdarab, amiben nem más, mint a jéggé fagyott Amerika Kapitány van.[61]
- Stanley-t, a Bruce-t kisegítő pizzériatulajt Paul Soles alakította, aki az 1966-os The Marvel Super Heroes sorozatban adta Hulk hangját.[62]
- A Hulk és a Förtelem közötti csatában Hulk kettétör egy rendőrautót, majd bokszkesztyűként húzza a kezére. Hasonlót csinál a 2005-ös The Incredible Hulk: Ultimate Destruction játékban.[62]